# San Roberto (Italia)
San Roberto es un municipio de la ciudad metropolitana de Regio de Calabria, en Calabria (Italia). Tiene una población estimada, a finales de 2019, de 1606 habitantes.

## Demografía
| Gráfica de evolución demográfica de San Roberto entre 1861 y 2001 |
|                                                                   |
| Fuente ISTAT - elaboración gráfica a cargo de Wikipedia           |